# نصب لنكولن التذكاري

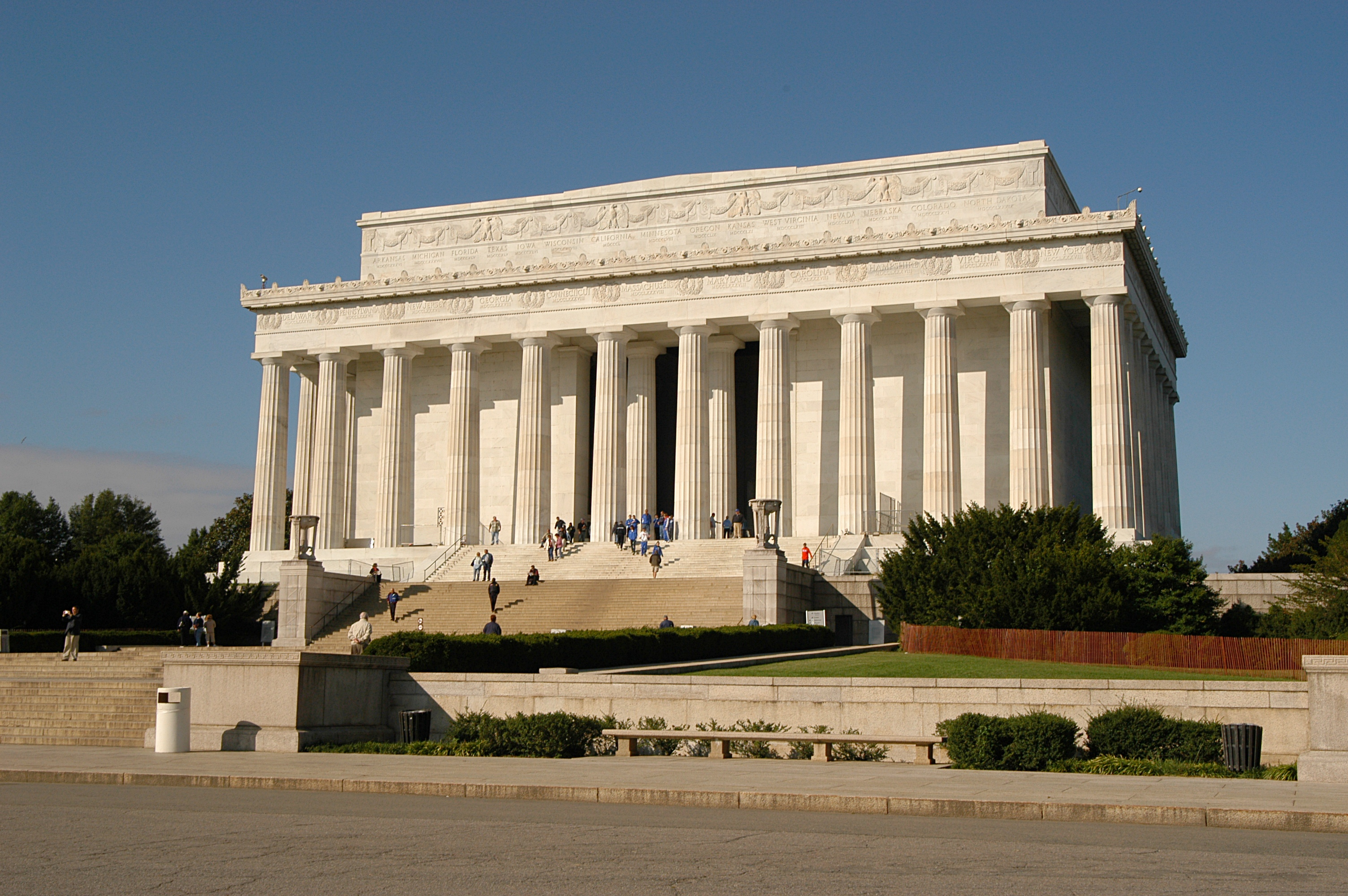
نصب لنكولن التذكاري تم بناءه بين عامي 1915 و1921

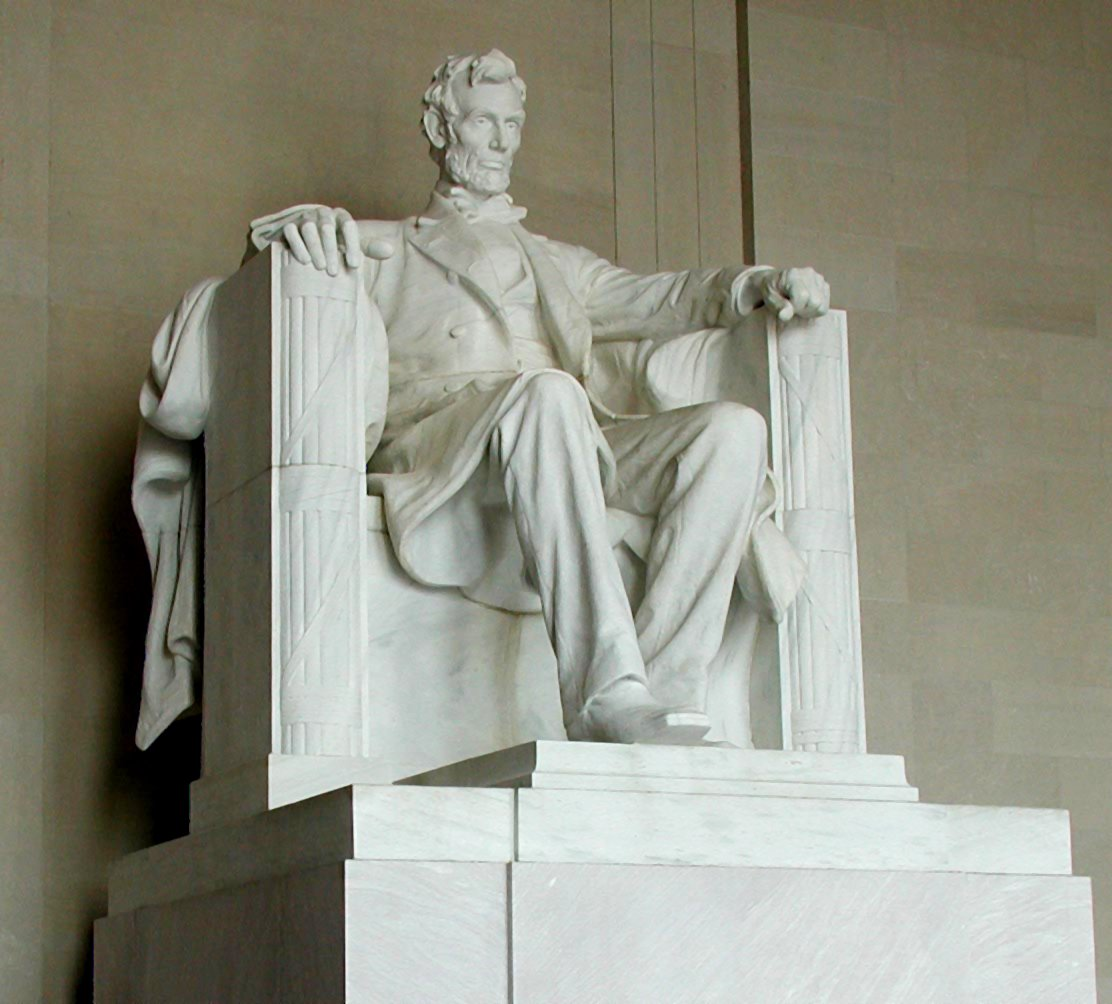
تمثال أبراهام لنكولن للنحات الأمريكي دانيال شيستر فرينش

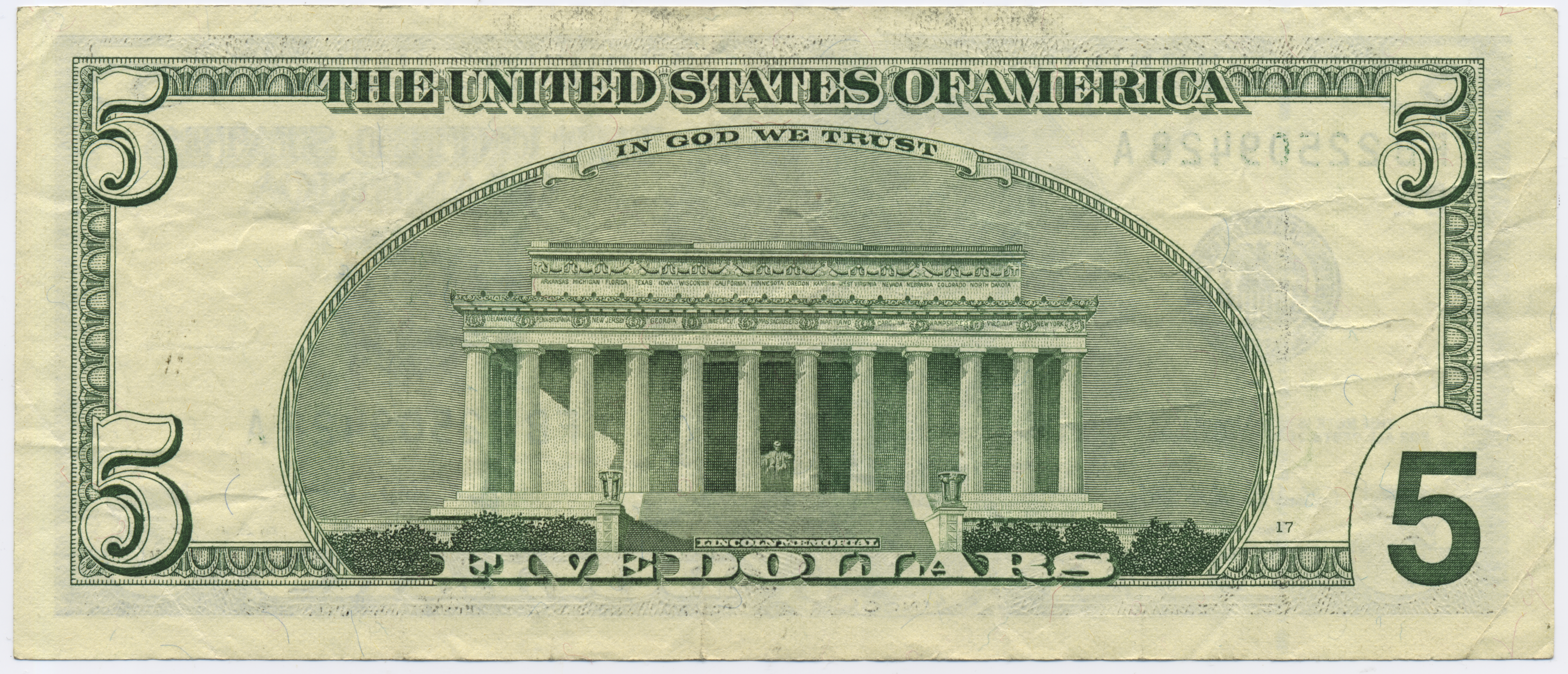
نصب لنكولن التذكاري على ظهر ورقة الخمسة دولارات الأمريكية

نصب لنكولن التذكاري هو صرح شُيد لتكريم ذكرى الرئيس الأمريكي أبراهام لنكولن (1809 – 1865)، وذلك بين عامي 1915 و1921 مقابل مبنى الكونغرس في واشنطن عاصمة الولايات المتحدة الأمريكية. وفي هذا المكان نطق مارتن لوثر كينغ بعبارته الشهيرة: «عندي حلم - I Have a Dream» بتاريخ 28 آب/أغسطس 1963. والنصب يقع اليوم تحت مسؤولية (خدمات المتنزه الوطني - National Park Service).
يقع النصب بجانب منتزه ناشونال مول.

## البناء
أخذت عمليات تصميم وبناء نصب لنكولن التذكاري وقتاً طويلاً نسبياً وذلك بسبب الانشغال بمجريات الحرب العالمية الأولى. وكان الكونغرس الأمريكي قد أسس ما عرفت بـ (جمعية نصب لنكولن التذكاري Lincoln Monument Association)، وذلك عام 1867 لغاية إنشاء صرح يكرم الرئيس الراحل أبراهام لنكولن.
لم يتم تحديد مكان الوقع الذي سيقام عليه النصب حتى عام 1901، حيث وقع الاختيار على أرض في واشنطن دي سي كانت حينها أرضاً مستنقعية. أشرف على المشروع المهندس هنري باكون والنحات دانيال شيستر فرينش والرسام الجداري جولس غيرين، واستخدم في عملية البناء رخام كولورادو وحجر الجير من إنديانا.
وضع حجر الأساس للنصب بتاريخ 12 شباط/فبراير 1915، وتم التدشين بتاريخ 30 أيار/مايو 1922 على يد الرئيس الأمريكي آنذاك وارن هاردنج وبحضور روبرت تود لنكولن الابن الوحيد المتبقي على قيد الحياة في ذلك الوقت لإبراهام لينكون.

## التصميم
يأخذ النصب شكل المعبد الإغريقي التقليدي تحيط به ستة وثلاثين من الأعمدة الضخمة والتي يصل ارتفاع الواحد منها إلى عشرة أمتار، يرمز كل عمود لولاية من الولاية الست والثلاثين والتي كانت تشكل الولايات المتحدة الأمريكية في زمان وفاة الرئيس لنكولن، وقد دون اسم ولاية أعلى كل عمود أما أسماء الولايات الثماني والأربعين فقد سجلت على الجدران الخارجية.
خلف تمثال أبراهام لنكولن تمت كتابة الإهداء التالي:

| IN THIS TEMPLE                 |
| AS IN THE HEARTS OF THE PEOPLE |
| FOR WHOM HE SAVED THE UNION    |
| THE MEMORY OF ABRAHAM LINCOLN  |
| IS ENSHRINED FOREVER           |

| في هذا المعبد          |
| كما في قلوب الشعب      |
| لذلك الذي أنقذ الاتحاد |
| ذكرى أبراهام لنكولن    |
| تكرس إلى الأبد         |

## وصلات خارجية
- الموقع الرسمي لخدمات المتنزه الوطني/نصب لنكولن التذكاري